# Saint-Germain-Langot
Saint-Germain-Langot är en kommun i departementet Calvados i regionen Normandie i norra Frankrike. Kommunen ligger i kantonen Falaise-Nord som ligger i arrondissementet Caen. År 2022 hade Saint-Germain-Langot 352 invånare.

## Befolkningsutveckling
Antalet invånare i kommunen Saint-Germain-Langot
Referens:INSEE